# Остерський фаховий коледж будівництва та дизайну
Остерський коледж будівництва та дизайну — державний професійний (зі спеціалізацією будівництва та дизайну) вищий навчальний заклад І рівня акредитації, розташований у місті Острі Козелецького району Чернігівської області. Ліцензія: АА № 234675 від 17 травня 2001 року. Навчання здійснюється за денною та заочною формами.

## Загальні дані та умови навчання
Остерський коледж будівництва та дизайну (головний корпус) розташований за адресою:
вул. 8 Березня, буд. 7-а, м. Остер-14037 (Козелецький район, Чернігівська область, Україна).
У коледжі провадиться навчання за спеціальностями:
- «Будівництво та експлуатація будівель і споруд»;
- «Будівництво газових та водоканалізаційних мереж і споруд»;
- «Технічна експертиза будівель і споруд, операції з нерухомістю».

Крім спеціалістів з будівництва та експлуатації будівель і споруд, Остерський коледж будівництва та дизайну готує спеціалістів з будівництва газових та водоканалізаційних мереж і споруд на базі 11 класів; з технічної експертизи будівель і споруд, операцій з нерухомістю на базі 9 класів; з економіки підприємства на базі 9 та 11 класів; спеціалістів з програмування для електронно-обчислювальної техніки та автоматизованих систем на базі 9 та 11 класів. Загалом навчається на денному відділенні — 530 студентів; на заочному відділенні — 305 студентів. Викладацький склад становить 62 викладачі.
Матеріально-технічна база коледжу:
- 3 навчальних корпуси;
- бібліотека з читальним залом на 100 місць;
- 4 комп'ютерних класи;
- 2 майстерні для виробничого навчання;
- спортивний зал;
- актовий зал.

При коледжі діють проходження практики на базових підприємствах відповідного профілю з передовою технологією виробництва; випускники коледжу також мають можливість продовжити навчання на денній формі за скороченим терміном у Сумському національному аграрному університеті (факультет «Промислове та цивільне будівництво»), а також за держзамовленням у Київському національному університеті будівництва і архітектури.
До послуг студентів: 2 гуртожитки, їдальня на 110 місць, спортзал, стадіон, лижна база, гуртки художньої самодіяльності (клуб інтернаціональної дружби, драматичний, хоровий, танцювальний і різноманітні спортивні гуртки).

## З історії коледжу
Згідно з рішенням Кабінету Міністрів УРСР від 20 жовтня 1945 року в місті Острі Чернігівської області був заснований Чернігівський технікум сільського будівництва, підпорядкований Головному управлінню у справах сільського і колгоспного будівництва при Раді Міністрів УРСР. Першим директором було призначено Борщевського Давида Мойсеєвича, який приступив до роботи з 19 жовтня 1945 року.
У січні 1946 року проводились перші вступні екзамени. Було зараховано 60 студентів. Перший випуск, який відбувся 14 грудня 1949 року склав 52 молодих спеціалісти.

Корпус № 2 Остерського коледжу будівництва та дизайну

Згідно з Наказом Міністерства вищої освіти СРСР за № 248 від 16 травня 1947 року, управління у справах сільського і колгоспного будівництва при Раді Міністрів УРСР від 3 червня 1947 року Чернігівський технікум сільськогосподарського будівництва був перейменований в Остерський технікум сільськогосподарського будівництва Чернігівської області. З вересня 1955 року технікум називався Остерський будівельний технікум.
Спершу приміщення технікуму розташовувалось в шкільній будівлі по вулиці Леніна. Але через 3 роки була передана будівля колишньої тюрми по вулиці Богдана Хмельницького (корпус № 1) і зруйнована будівля райвиконкому по вулиці Червоноармійській (корпус № 2). Основна частина студентів на той час жила на квартирах, а частина студентів і викладачів — у двоповерховій будівлі біля міської аптеки, де потім буде розміщена і студентська їдальня.
У 1975 році технікум перейшов в новий 4-риповерховий корпус по вулиці 8 Березня, розрахований на 600 студентів. В 1981 році були побудовані жіночий гуртожиток та їдальня.
Наприкінці 2002 року здали в експлуатацію 30-тиквартирний житловий будинок для працівників технікуму. У теперішній час (кінець 2000-х років) гуртожиток № 1 переобладнаний у навчальний корпус № 3.
З 2002 року коледж видає атестати про повну загальну середню освіту. У тому ж році була відкрита для населення району підготовка робітничої професії «Оператор комп'ютерного набору» з терміном навчання 3 місяці на базі придбаного сучасного комп'ютерного класу. Відтоді ж при технікумі розпочали працювати консультаційні пункти Сумського національного аграрного університету (факультет «Промислове та цивільне будівництво»); Київського національного авіаційного університету (факультети «Економіка підприємства», «Маркетинг», «Менеджмент»).

## Випускники
Остерський коледж будівництва та дизайну заслужено пишається своїми випускниками, серед яких:
- Любенко Ігор Петрович  — лауреат Шевченківської премії 1984 року;
- Шарко Олександр Олександрович (1988—2019) — старший матрос Збройних сил України, учасник російсько-української війни.
- Кукса В. П. — доктор технічних наук, професор, співробітник Кабінету Міністрів України;
- Макієвський Н. Н. — міністр будівництва важкої промисловості Казахстану;
- Вахненко П. Ф. — член-кореспондент академії наук України, доктор технічних наук, професор Полтавського інженерно-будівельного інституту;
- Красний А. П. — керуючий трестом «Чернігівбуд»;
- Гнадюк В. І. — перший заступник Керуючого справами Верховної Ради України;
- Чорнорот П. Г. — заступник голови ради Федерації профорганізацій Чернігівської області;
- Мезько А. Д. — головний інженер Київського ГРП Автозаз ДЕУсервіс;
- Баглай В. В. — начальник БУ-3 Київського УНР Міністерства Оборони України;
- Векшина О. Т.  — кандидат технічних наук, керівник конструкторської групи проєктного інституту м. Чернігова;
- Кметь А. М. — заступник начальника Управління Держархбудінспекції у Чернігівській області.
- Гончар Лідія Іванівна - одна з найкращих майстрів лозоплетіння України, членкиня Національної спілки майстрів народного мистецтва України.